# Cord Beintmann
Cord Beintmann (* 12. September 1951 in Essen) ist ein deutscher Journalist, Autor und Lehrer.

## Biografie
Beintmann studierte Germanistik und Politikwissenschaften an der Eberhard-Karls-Universität in Tübingen. Zwischen 1991 und 1993 war er bei der Landeszentrale für politische Bildung Baden-Württemberg in Stuttgart als geschäftsführender Redakteur der Zeitschrift Deutschland und Europa tätig. Heute arbeitet er als freier Journalist für verschiedene deutsche Zeitungen sowie als Lehrer für Deutsch, Geschichte, Gemeinschaftskunde und Ethik an einem Wirtschaftsgymnasium in Esslingen am Neckar.